# Dagdan Aszchabad
Dagdan Aszchabad (turkm. «Dagdan» futbol kluby, Aşgabat) – turkmeński klub piłkarski, mający siedzibę w stolicy kraju, Aszchabadzie.
W latach 1997–2000 występował w Ýokary Liga.

## Historia
Chronologia nazw:
- 1995: Dagdan Aszchabad (ros. «Дагдан» Ашхабад)

Piłkarski klub Dagdan został założony w miejscowości Aszchabad w 1995 roku. W sezonie 1997/98 debiutował w rozgrywkach Wyższej Ligi Turkmenistanu. Najpierw w rundzie wstępnej był pierwszym, ale potem zespół zajął 3.miejsce w końcowej klasyfikacji. W następnym sezonie 1998/99 ponownie zdobył brązowe medale mistrzostw. W sezonie 2000 zajął końcowe 8.miejsce, jednak w następnym roku nie przystąpił do rozgrywek i został rozformowany.

## Sukcesy

### Trofea międzynarodowe
Nie uczestniczył w rozgrywkach azjatyckich (stan na 31-12-2015).

### Trofea krajowe
Turkmenistan
| \| \| Zdobyte trofea w rozgrywkach Turkmenistanu (stan na: 31-12-2015) \| |                                                                  |      |                  |
| Rozgrywki                                                                 | Osiągnięcie                                                      | Razy | Sezon(y)         |
| Mistrzostwo                                                               | I miejsce                                                        | 0    |                  |
| Mistrzostwo                                                               | II miejsce                                                       | 0    |                  |
| Mistrzostwo                                                               | III miejsce                                                      | 2    | 1997/98, 1998/99 |
| Puchar                                                                    | zdobywca                                                         | 0    |                  |
| Puchar                                                                    | finalista                                                        | 0    |                  |
| Puchar                                                                    | połfinalista                                                     | 1    | 1996/97          |
| II liga                                                                   | I miejsce                                                        | 0    |                  |
| II liga                                                                   | II miejsce                                                       | 0    |                  |
| II liga                                                                   | III miejsce                                                      | 0    |                  |
| Turkmenistan                                                              | Zdobyte trofea w rozgrywkach Turkmenistanu (stan na: 31-12-2015) |      |                  |

## Stadion
Klub rozgrywał swoje mecze domowe na stadionie Dagdan w Aszchabadzie, który może pomieścić 1500 widzów.